# Сахаров, Александр Андреевич
Алекса́ндр Андре́евич Са́харов (7 [19] апреля 1865, село Кудеиха — июль 1942, Москва) — русский и советский эсперантист, издатель, преподаватель эсперанто.

## Жизнеописание
Александр Андреевич Сахаров родился 7 (19) апреля 1865 года  в селе Кудеиха Алатырского уезда Симбирской губернии. Его отец, Андрей Валентинович Сахаров, был священником.

### До того, как стать эсперантистом
В 1875 году Сахаров стал учеником средней школы и в 1885 успешно окончил Симбирскую классическую гимназию. В августе того же года поступил на математический факультет Казанского университета, в 1890 окончил университет. В 1891 получил должность канцелярского служащего в Симбирской Казённой Палате. В 1893—1907 работал финансовым инспектором в городе Арда́тове Ардатовского уезда Симбирской губернии. В 1904 году познакомился с эсперанто.

### Посещение конгресса
В 1907 году Сахаров принял участие в III всемирном конгрессе эсперантистов, прошедшем с 30 июля (12 августа) по 4 (17) августа в Кембридже. О конгрессе и поездке он рассказал в журнале Ruslanda Esperantisto. На обратном пути провёл месяц в Париже, где познакомился с издательствами, выпускавшими литературу на эсперанто, и договорился о поставках книг и журналов для планировавшегося магазина. Затем побывал в Берлине, где посетил издательство Möller & Borel (эсп. Möller & Borel). У Сахарова созрела идея основать в России эсперанто-магазин и начать издание журнала на эсперанто (будущего La Ondo de Esperanto). Далее Сахаров посетил Вильну, чтобы познакомиться с В. Н. Девятниным, после чего вернулся в Ардатов. Уволившись с должности, поехал в Казань, где принял участие в публичной лекции об эсперанто. Там он рассказал, в присутствии четырёх сотен человек, о своём путешествии. О лекции сообщили некоторые газеты.

### В Москве
В октябре 1907 года Сахаров приехал в Москву с намерением основать книжный магазин. Почти через месяц посетил Санкт-Петербург. Впоследствии он много общался и сотрудничал с петербургскими эсперантистами, однако основная его деятельность была в Москве.
Вернувшись из Санкт-Петербурга, Сахаров занялся изданием нового журнала. Из-за отсутствия в Москве типографий, имевших эсперанто-шрифт, было решено выпустить первый номер в Казани. Однако разрешение казанского губернатора получено не было.
Одновременно Сахаров переселился в четырёхкомнатную квартиру в Козихинском переулке; в одной комнате он разместил книжный склад. Получив разрешение основать магазин, Сахаров обратился к фирме Möller & Borel за поставками книг. Одновременно из Ардатова прибыл тираж книг на эсперанто. Книжный магазин «Эсперанто» (эсп. Librejo Esperanto) был основан. Первым посетителем был полицейский, пришедший исследовать новый магазин.
Согласно предварительной договорённости, 27 ноября (10 декабря) 1907 года В. Н. Девятнин послал Сахарову рукопись. Сахаров заплатил автору триста рублей. Это был первый гонорар эсперантскому писателю в России.
В мае 1908 года Сахаров переместил магазин на одну из главных улиц Москвы — Тверскую. Летом Книжный магазин «Эсперанто» выпустил свой первый каталог, который был первым эсперантским книжным каталогом в России.
В середине года Сахаров занялся изданием сочинений В. Н. Девятнина. Типография находилась в Казани по причине отсутствия в Москве типографии с эсперанто-шрифтом. Печатание шло очень медленно, потому что каждый лист гранок посылали из Казани в Москву, а дальше Сахаров пересылал его автору в Вильну.
Тогда же Сахаров занялся новым эсперанто-журналом. Дело было очень сложным, потому что нужна была типография, которая располагала бы эсперантским шрифтом или надстрочными знаками. Кроме того, обязательно требовалось получить официальное разрешение издавать газету. Московские власти не дали разрешения по причине отсутствия цензоров, знающих эсперанто. Сахаров обратился к министру внутренних дел с письмом: 
состояние государственного учреждения не может уменьшить право граждан, что согласно октябрьскому манифесту 1905 года я имею право издавать какую угодно газету, и я настаиваю, чтобы моё право было исполнено.
Вскоре московский полицмейстер получил телеграмму от министра с приказом выполнить просьбу Сахарова об издании журнала, если она была отклонена только из-за отсутствия цензоров.
Для первого номера журнала, который получил название La Ondo de Esperanto, Казимеж Беин перевёл рассказ Е. Н. Чирикова «В тюрьме». Рассказ был напечатан в первых трёх номерах La Ondo de Esperanto и одновременно отдельно издан тиражом 10 000 экземпляров по цене в десять копеек. Книга была первым изданием Книжного магазина «Эсперанто». Переводчику был выплачен небольшой гонорар. Также в первом номере была напечатана большая двуязычная статья профессора филологии Московского университета Р. Ф. Брандта. Сам Сахаров тоже написал статью. В феврале журнал был напечатан тиражом 10 000 экземпляров.
Появление журнала побудило газету Русское слово, имевшую более миллиона подписчиков, напечатать 8 (21) марта 1909 года в номере 55 большую статью об эсперанто. Второй номер La Ondo de Esperanto был издан тиражом 3 000 экземпляров — тогда никакое периодическое издание на эсперанто не имело больше 2 000 подписчиков.
Также в начале года Сахаров купил у Л. Заменгофа весь тираж Эсперанто-русского словаря (эсп. Esperanto-rusa vortaro). Так Книжный магазин «Эсперанто» стал как бы издателем словаря.
Сахаров был главным редактором и издателем журнала La Ondo de Esperanto с 1909 по 1917 год. Также участвовал в руководстве Московским эсперанто-обществом, в течение нескольких лет находившимся в его квартире. После революции продолжал переиздание своих учебников и словарей и принимал активное участие в работе Союза эсперантистов советских республик.

## Книги, написанные А. А. Сахаровым
- Русско-Эсперантский словарь (эсп. Rusa-Esperanto vortaro)[5]
- Полный эсперанто-русский словарь (эсп. Plena esperanto-rusa vortaro)[6]
- учебник Международный язык эсперанто (эсп. Internacia lingvo Esperanto)[7]
- автобиографический роман Воспоминания стопроцентного эсперантиста (эсп. Rememoroj de centprocenta esperantisto)[1]
- сборник статей «На пути к братанию народов» (эсп. Sur vojo al kunfratiĝo de popoloj)
- рассказ «Сверхсильная амбиция» (эсп. Superforta ambicio)
- Значение акционерных обществ для эсперанто-движения (эсп. Signifo de akciaj societoj por E-movado)[2]